# Lophodermium multimatricum
Lophodermium multimatricum är en svampart som beskrevs av P.R. Johnst. 1988. Lophodermium multimatricum ingår i släktet Lophodermium och familjen Rhytismataceae.   Inga underarter finns listade i Catalogue of Life.